# Dactyloctenium aegyptium
Dactyloctenium aegyptium es una especie fanerógama de la familia de las poáceas.

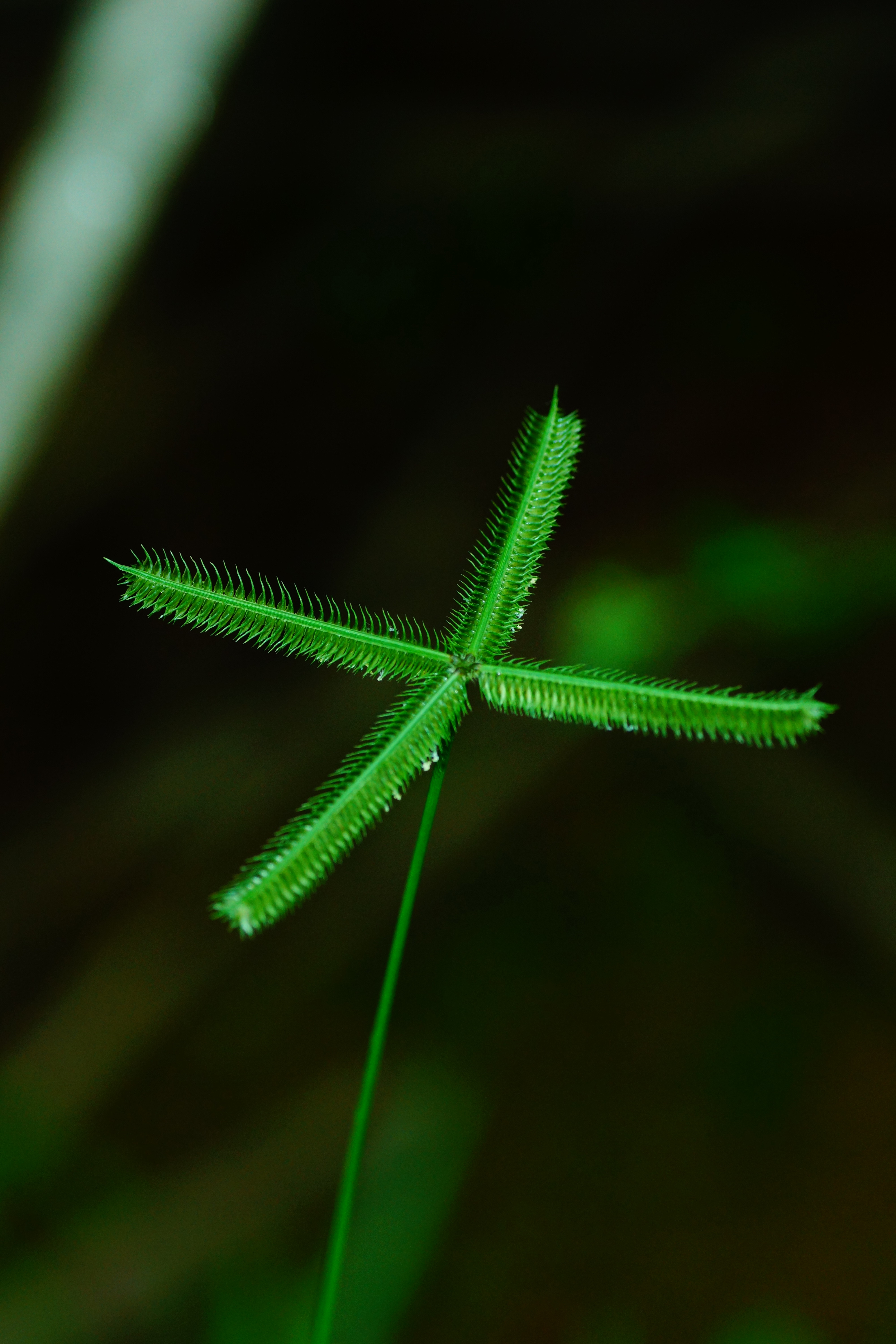
Detalle

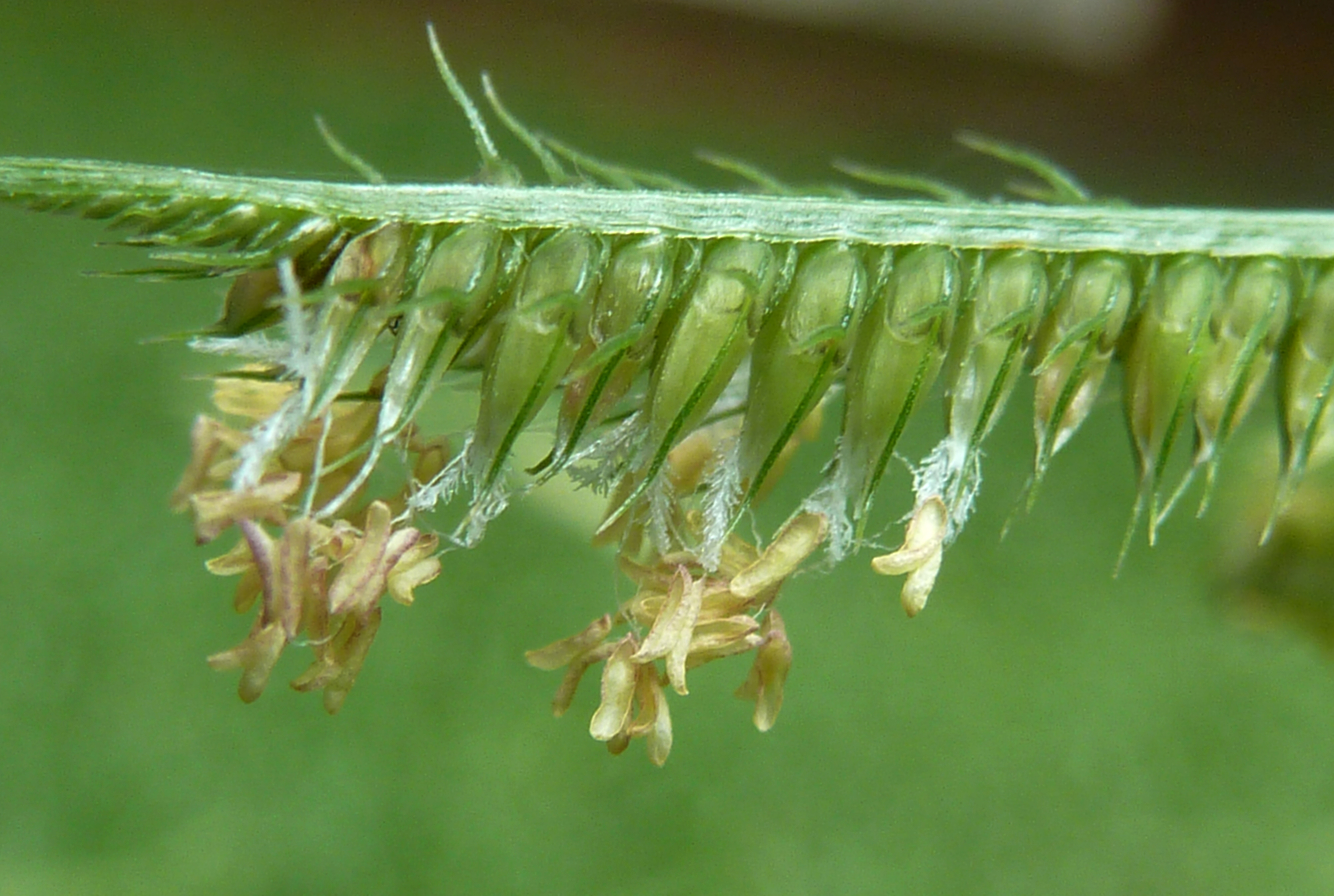
Inflorescencia

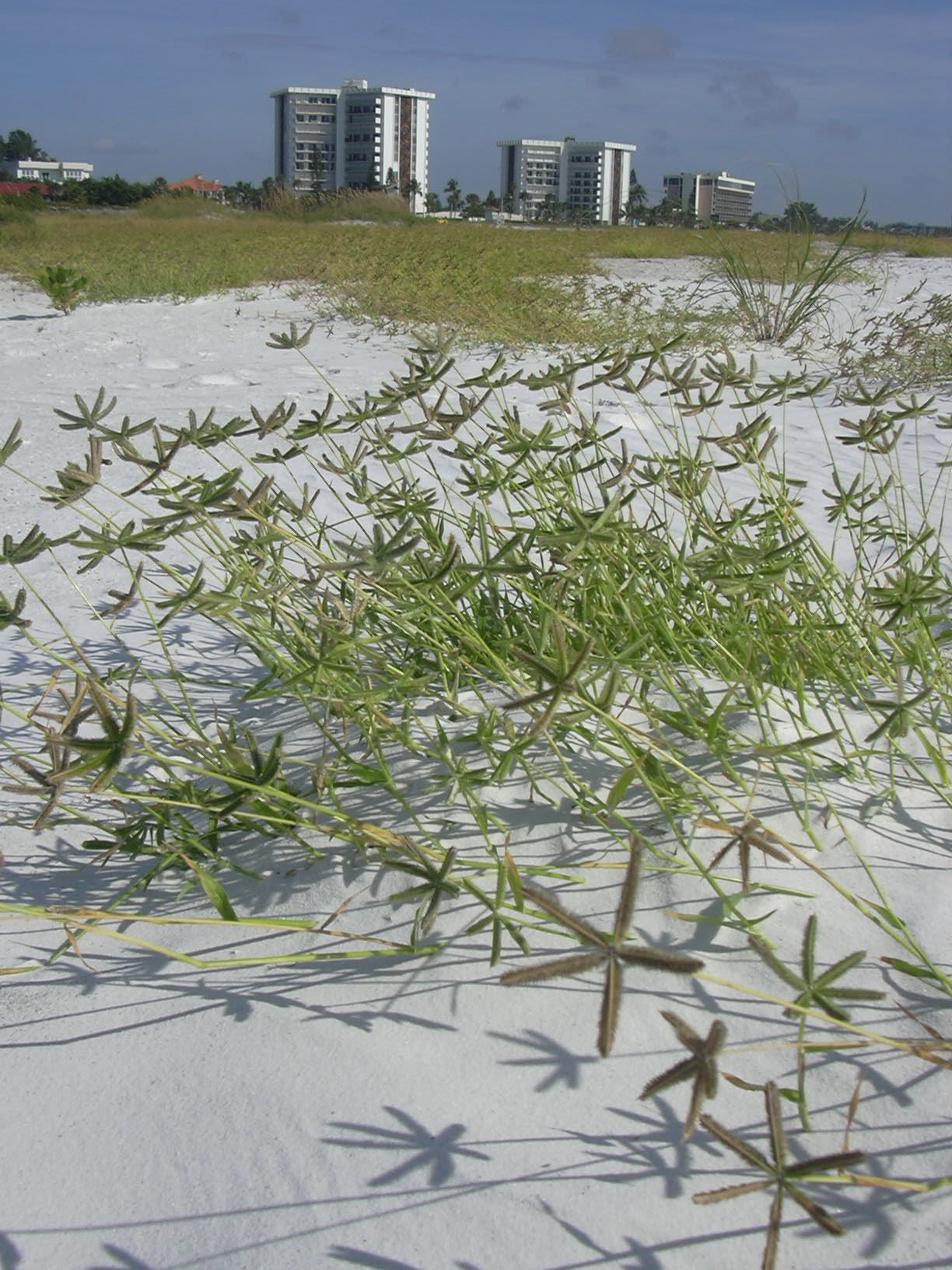
En su hábitat

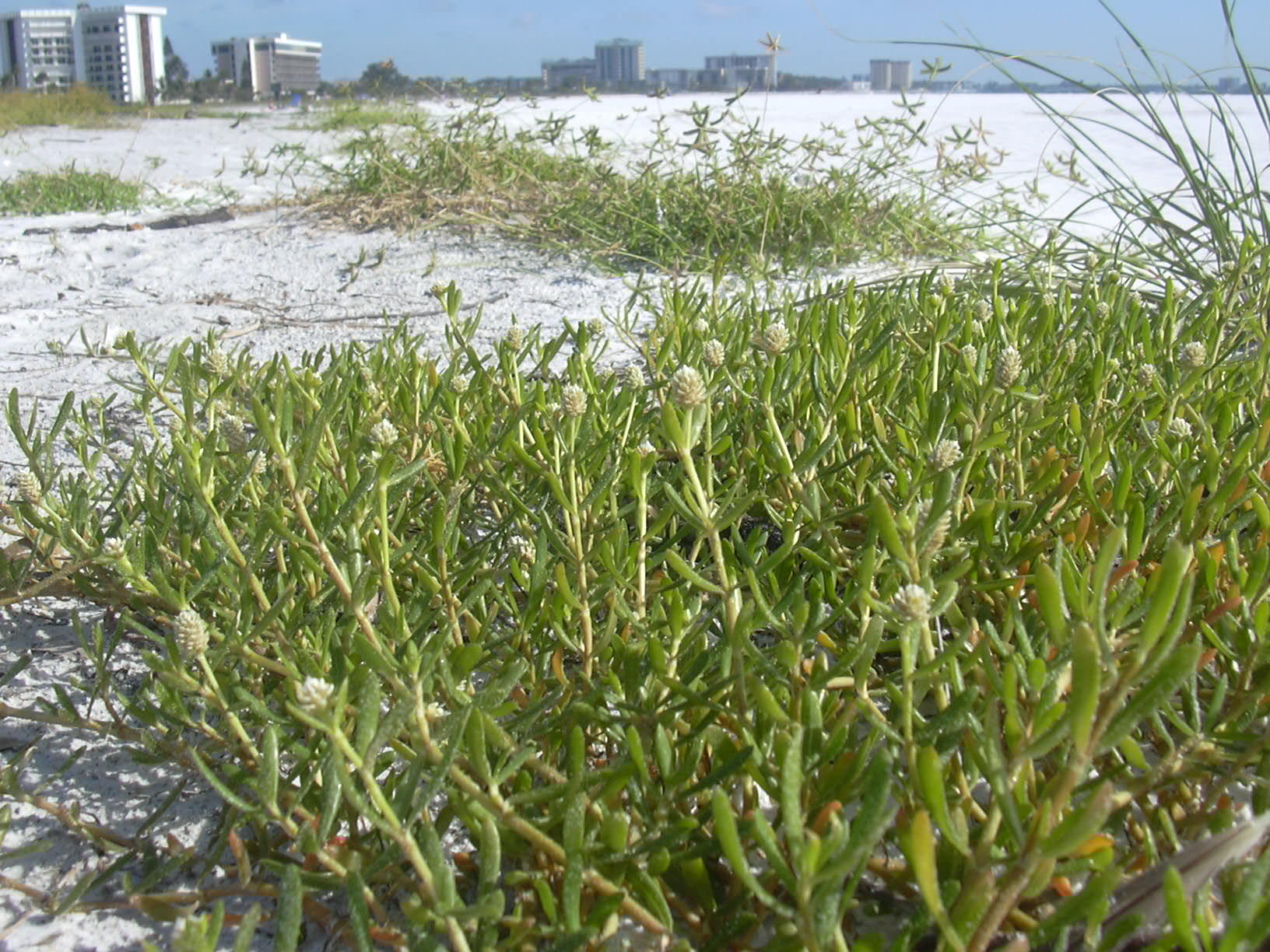
Vista de la planta

## Descripción
Dactyloctenium aegyptium tiene la raíz ramificada. El tallo con nudos de consistencia herbácea, de hasta 4 dm. Las hojas son lineal lanceoladas, paralelinervias, con presencia de lígula. La inflorescencia se disponen en panícula de espiga, todas las espigas salen de un punto y son grandes comparadas con Eleusine indica “pata de perdiz”. Son  hermafroditas de ovario súpero. El fruto es una cariópside.

## Importancia
Es una planta forrajera. Sigue siendo una tradicional forrajera en África, con un grano con potencial para mejorar nutrición. Planta nativa de Singapur.

## Taxonomía
Dactyloctenium aegyptium fue descrita por (L.) Willd.  y publicado en Enumeratio Plantarum Horti Botanici Berolinensis, . . . 2: 1029. 1809.
Etimología
El nombre del género deriva del griego daktylos (dedo) y ktenion (peine pequeño), aludiendo a las inflorescencias digitadas.
aegyptium: epíteto geográfico que alude a su localización en Egipto.
Sinonimia
- Aegilops saccharina Walter
- Cenchrus aegyptius (L.) P.Beauv.
- Cenchrus mucronatus Pers. ex Steud.
- Chloris guineensis Schumach. & Thonn.
- Chloris mucronata Michx.
- Chloris prostrata (Willd.) Poir.
- Ctenium nukaviense Steud.
- Cynosurus aegyptiacus Link
- Cynosurus aegyptius L.
- Cynosurus carolinianus Willd. ex Steud.
- Cynosurus cavara Dillwyn
- Cynosurus ciliaris Hook.f.
- Cynosurus distachyos' Rottler ex Steud.
- Cynosurus macara Buch.-Ham. ex Wall.
- Dactyloctenium aegyptiacum Willd.
- Dactyloctenium aegyptium var. mucronatum (Michx.) Schweinf.
- Dactyloctenium aegyptium f. viviparum Beetle
- Dactyloctenium aegyptius var. mucronatum (Michx.) Lanza & Mattei
- Dactyloctenium ciliare (Hook.f.) Chiov.
- Dactyloctenium distachyum Trin.
- Dactyloctenium figarei De Not.
- Dactyloctenium meridionale Ham.
- Dactyloctenium mpuetense De Wild.
- Dactyloctenium mucronatum (Michx.) Willd.
- Dactyloctenium mucronatum var. erectum E.Fourn.
- Dactyloctenium prostratum Willd.
- Eleusine aegyptia (L.) Roxb.
- Eleusine aegyptia (L.) Desf.
- Eleusine aegyptiaca (L.) Desf.
- Eleusine ciliata Raf.
- Eleusine cruciata Lam.
- Eleusine egyptia Raf.
- Eleusine pectinata Moench
- Eleusine prostrata Spreng.
- Rabdochloa mucronata (Michx.) P.Beauv.
- Syntherisma aegyptiaca Schult. ex Steud.[4][5]